# Кочуров, Григорий Фёдорович
Григорий Фёдорович Кочуров — советский государственный и политический деятель, председатель Архангельского областного исполнительного комитета.

## Биография
Родился в 1901 году, из крестьян Малмыжского уезда Вятской губернии.
Участник Гражданской войны, красноармеец и краснофлотец в 1920—1924 годах. Окончил Морской вечерний техникум в 1929 году. Член ВКП(б) с 1927 года.
С 1929 года — на общественной работе (профсоюзы, соцстрах). В 1933—1940 гг. — на политической работе в машинно-тракторной станции, в Северном краевом — областном земельном отделе, начальник политотдела Черевковского племенного животноводческого совхоза, председатель Исполнительного комитета Архангельского областного Совета, 1-й секретарь Котласского районного комитета ВКП(б) (с 10 августа
1938 по 26 февраля 1940 года).
Избирался депутатом Верховного Совета СССР 1-го созыва.
С марта 1940 г. - слушатель Промакадемии в Москве.